# Вальґа (Польща)
Вальґа (пол. Walga) — село в Польщі, у гміні Пиздри Вжесінського повіту Великопольського воєводства.
Населення — 119 осіб (2011).
У 1975-1998 роках село належало до Конінського воєводства.

## Демографія
Демографічна структура станом на 31 березня 2011 року:
|          | Загалом | Допрацездатний вік | Працездатний вік | Постпрацездатний вік |
| -------- | ------- | ------------------ | ---------------- | -------------------- |
| Чоловіки | 61      | 13                 | 42               | 6                    |
| Жінки    | 58      | 12                 | 34               | 12                   |
| Разом    | 119     | 25                 | 76               | 18                   |